# Mordedor

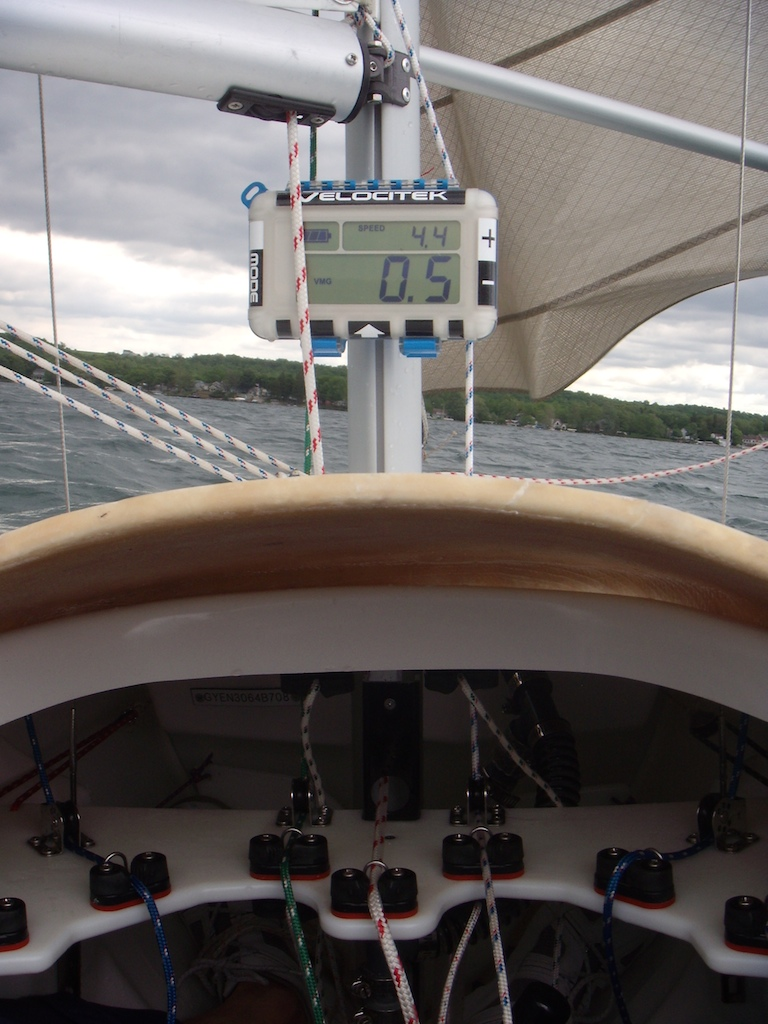
Mordedores

O mordedor é em náutica uma peça  em plástico ou em metal  que impede um cabo de correr. Utilizados para morder ou estalar uma escota ou uma adriça, podem ser fixos ou pivotantes, como o da escota da vela grande.
Para que os cabos não se escapem pelos mordedores ou moitões, dá-se na sua extremidade um nó em oito.